# Jeffrey Hamilton (skieur de vitesse)
Pour les articles homonymes, voir Hamilton et Jeffrey Hamilton.
Jeffrey Hamilton, né le 22 novembre 1966 à Aspen (États-Unis) et mort le 10 janvier 2023 à Truckee (Californie), est un skieur de vitesse américain.
Il est le fils de Richard et Mary Ann Hamilton.
Il remporte la médaille de bronze des Jeux olympiques de 1992 aux Arcs (qui sont l'unique épreuve olympique organisée en ski de vitesse).
Après avoir été 2 fois vice-champion du monde en 1996 et 1997, il est sacré trois de suite Champion du monde (S1) de 1998 à  2000.
En 1995, il devient recordman du monde à Vars avec une vitesse de 241,448 km/h. Ce record tiendra jusqu'en 1997. Son record personnel est de 242,915 km/h  (en 1997 aux Arcs).